# Colias adelaidae
Colias adelaidae is een vlindersoort uit de familie van de Pieridae (witjes), onderfamilie Coliadinae.
Colias adelaidae werd in 1991 beschreven door Verhulst.